# روجر توماس (لاعب كرة قدم)
روجر توماس (بالإنجليزية: Roger Thomas)‏ هو لاعب كرة قدم جامايكي في مركز الوسط، ولد في 17 أبريل 1973 في كينغستون في جامايكا.

## وصلات خارجية
- روجر توماس (لاعب كرة قدم) على موقع الدوري الأمريكي (الإنجليزية)
- روجر توماس (لاعب كرة قدم) على موقع قاعدة بيانات كرة القدم.إي يو (الإنجليزية)